# Église Notre-Dame-de-la-Résurrection du Chesnay
L'église Notre-Dame-de-la-Résurrection du Chesnay est un édifice situé au 2 avenue du Docteur Schweitzer, au Chesnay, et consacré au culte catholique.
L'église a été bâtie sur un terrain qui appartenait aux demoiselles Madeleine et Suzanne Poupinet, petites-filles de l'ancien maire Julien Poupinet, et vendu à Aladar de Balkany, promoteur et père de Robert Zellinger de Balkany, à l'unique condition qu'une église y soit construite, ainsi qu'un centre à vocation culturelle, qui deviendra le centre Martin-Luther-King.
La construction de l'église, dans le cadre de l'opération Parly 2, est confiée à Claude Balick, architecte du promoteur. La construction démarre en 1969 et dure deux années. Elle est consacrée le 20 décembre 1971.
Les vitraux sont l'œuvre du maître-verrier Léon Blanchet.

## Description
C'est un édifice conçu sur un plan circulaire, pour faciliter à tous les assistants leur
participation aux célébrations.

## Paroisse
Elle fait partie de la paroisse Notre-Dame de la Résurrection. Chaque année, à l'occasion de la fête de saint Antoine de Padoue, patron de la ville, une bénédiction des animaux est organisée,,,, apportant une aide à des personnes isolées.
Les reliques du saint y ont été accueillies en juin 2014,.
En 2022, le centre Martin-Luther-King est reconverti en café associatif et solidaire.